# Тифлисская уника
«Тифли́сская уни́ка», или «Тифли́сская ма́рка», — филателистическое название очень редкой почтовой марки, выпущенной в Российской империи (на территории современной Грузии) для городской почты Тифлиса (ныне Тбилиси) и Коджори в 1857 году. 
Срок выхода и символика позволяют говорить о «Тифлисской унике» как о первой российской марке.

## Описание
Номинал — 6 копеек. Почтовая пересылка внутри города составляла 5 копеек, и 1 копейка добавлялась за стоимость изготовления.
Тифлисские марки были беззубцовыми, имели квадратную форму и печатались, вероятней всего, полосками по 5 штук в листе. Они выполнены бесцветным рельефным тиснением, на желтоватой бумаге. На обороте густой слой желтоватого клея.
Рисунок марки очень чёток и ясен. На рисунке изображён герб Тифлиса, а над ним — двуглавый орёл с опущенными крыльями. Старинный герб Тифлиса состоял из двух частей: верхняя половина — гора Арарат с Ноевым ковчегом на вершине, река Кура и покровитель Грузии — святой Георгий на коне; на нижней части щита — жезл бога Меркурия. По четырём сторонам внешнего поля марки располагаются слова: «ТИФЛИС:», «ГОРОДС:», «ПОЧТА», «6 КОП:».

## История

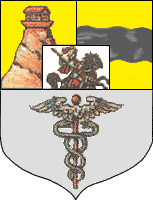
Герб Тифлиса (1843)

Марка появилась по инициативе управляющего почтовым округом на Кавказе и за Кавказом Н. С. Коханова. Оригинальный выпуск был назван «бумажными штемпельными печатями, имеющими свойства облатки», причем для почтового отправления по городу требовалось наклеить одну марку («штемпельную печать»), а для пересылки в Коджоры (или обратно) — три.
В прошлом считалось, что тифлисские марки были выпущены в ноябре или декабре 1857 года, но ранее 10 декабря того же года — даты появления первых марок России. По новым данным, они увидели свет 20 июня 1857 года. Использовались в обращении на территории Тифлиса и Коджор примерно до 1865—1866 годов.
По другим, более ранним, сведениям, марки имели хождение непродолжительное время и были аннулированы с 1 марта 1858 года, когда на Кавказе стали употреблять общероссийские штемпельные конверты и марки.

## Каталогизация

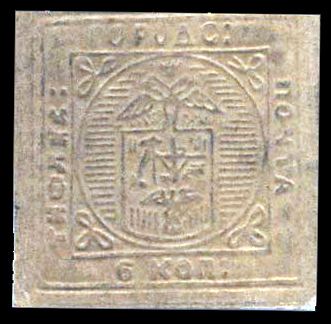
Один из известных вариантов изображения Тифлисской марки, который появился в каталоге «Михель» в 1934 году

Впервые о том, что в Тифлисе существовала городская почта и что для местных писем там употреблялась особая городская почтовая марка, в филателистической среде заговорили в 1880-х годах. Однако на тот момент самой марки никто ещё не видел. Тем не менее, это не помешало издателю крупнейшего в своё время каталога почтовых марок Моэнсу начиная с 1889 года постоянно в каждом новом издании сообщать о ней, ставя при этом вопрос: фр. «Il y a des timbres, mais lesquels?» («Есть марки, но какие?»). С прекращением издания этого каталога в конце XIX века сведения о тифлисской марке на какое-то время перестали помещать в каталогах.
В 1933 году описание марки приведено в каталоге «Михель», а начиная с 1934 года в «Михеле» появилось изображение марки.
В 1941 году марку вновь поместили в каталог, изданный в Нью-Йорке С. В. Пригара под названием «Русская почта в Империи, в Турции, в Китае и почта в Царстве Польском». Позднее, в 1957 году, тифлисская марка включается в английский специализированный каталог для марок России, составленный Д. Рейнольдсом, и в немецкий каталог «Липсия». Причём в последнем каталоге рисунок марки и надпись были искажены.
Название марки «Тифлисская уника» предложил в 1929 году бакинский филателист Сергей Иванович Кузовкин.

## Филателистическая редкость
До Первой мировой войны было отыскано всего три экземпляра. 
Первый экземпляр, известный коллекционерам — был куплен архитектором К. К. Шмидтом в 1913 году. 
В течение 1910-х — 1920-х годов все три экземпляра тифлисской марки приобрёл известный филателист Агафон Фаберже (сын Петера Карла Фаберже), эмигрировавший из России: 
первый и лучший экземпляр — у Георгия Кирхнера, 
второй — у В. Веркмейстера.
Эти марки были экспонированы на филателистической выставке в 1928 году в Гельсингфорсе (ныне Хельсинки, Финляндия) и на международной выставке «WIPA-33» в 1933 году в Австрии. Всё, что демонстрировалось на этой выставке, было заложено, перевезено в Лондон и в 1939 году продано на аукционе. 20 ноября 1939 года лучший экземпляр «тифлисской марки» за 28 фунтов стерлингов купил Дж. Вильсон.
Вторую марку купил за 25 фунтов стерлингов Т. Лавров для коллекции Х. Штюббе. 2 октября 1957 года эта марка была реализована за 180 фунтов стерлингов. Её приобрёл Р. Дэвидсон. Впоследствии она находилась в коллекции Р. Бергмана и была продана 24 марта 1971 года с аукциона в Нью-Йорке. Цена на марку была доведена до 7250 долларов. Сенсационную продажу прокомментировали нью-йоркские газеты, отметив, что это «самая большая сумма, вырученная за русскую марку». 15 октября 1985 года она упоминалась в связи с аукционной продажей собрания Н. Д. Эпштейна.
Третий экземпляр был продан в 1939 году за 14 фунтов стерлингов. 19 февраля 1958 года он фигурировал при продаже коллекции Х. Госса и был продан за 175 фунтов стерлингов.
В дальнейшем две марки оказались в коллекции известного филателиста и знатока русских марок Збигнева Микульского, проживающего в Швейцарии, который демонстрировал их в 1997 году в России на Всемирной выставке «Москва-97». Третий экземпляр, хуже всего сохранившийся, попал в коллекцию дочери известного коллекционера Берлинжера из Люксембурга. В 2000 году Збигнев Микульский продал принадлежавшие ему экземпляры за полмиллиона долларов, при этом имя нового владельца марок не сообщалось. Имеются свидетельства того, что данная продажа была сделана Микульским двум гражданам России. Предположительно ими являются В. Гитин (бывший депутат Государственной Думы) и В. Зубов (бывший губернатор Красноярского края). Не исключено, что вся покупка была оплаченена Гитиным, а вторая марка была "получена" Зубовым.
5 октября 2008 года на крупнейшем филателистическом аукционе David Feldman SA (Женева, Швейцария) один из трёх известных в мире на тот момент экземпляров Тифлисской уники, ранее принадлежавший Збигневу Микульскому, был продан за 480 тысяч евро (что составило более 700 тысяч долларов). 
В марте 2011 года ещё один негашёный экземпляр «Тифлисской уники» был найден в хранилище Национального почтового музея при Смитсоновском институте в Вашингтоне. Он находился в коллекции Г. Х. Кестлина — русского филателиста, жившего в Великобритании, подаренной музею в 1984 году его наследниками. По данным с официального сайта Национальной академии филателии России, в мире теперь известно пять экземпляров уникальной марки.

## Классификация
Общепринятой классификации «Тифлисской уники» нет, и разные исследователи относят эту марку к разным категориям:
- Провизорий, или местный выпуск (известный коллекционер почтовых марок России М. Липшюц).
- Первая государственная марка России (С. Блехман).
- Марка земской почты (И. Брауштейн).
- Полуофициальный местный выпуск (П. Лавров).
- Первый выпуск городской почты Тифлиса (К. Бернгард).
- Спекулятивно-фантастический выпуск конца XIX — начала XX века (В. А. Ляпин)[13].

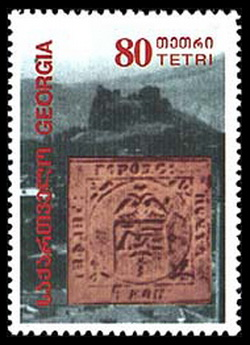
Почтовая марка Грузии (1997): 140 лет «Тифлисской уники»

## Память
В октябре 1997 года почта Грузии, в честь Всемирной филателистической выставки «Москва-97» и 140-летнего юбилея «Тифлисской уники», выпустила почтовую марку и блок с изображением этой миниатюры (Sc #180—181).
В 2007 году, в ознаменование 150-летия выпуска «Тифлисской уники» петербургским издательством «Стандарт-Коллекция» был подготовлен юбилейный сборник, включавший исторические материалы, статьи и публикации об этой редчайшей марке.
Монетный двор Гознака в Санкт-Петербурге и московская компания «Аурум марки» изготовили сувенирную коллекционную реплику этой филателистической редкости, выполненную из золота 585-й пробы в количестве 300 экземпляров.
в культуре
Вокруг «Тифлисской уники» разворачивается часть сюжета криминального романа Михаила Гиголашвили «Чёртово колесо».